# Tempore illo

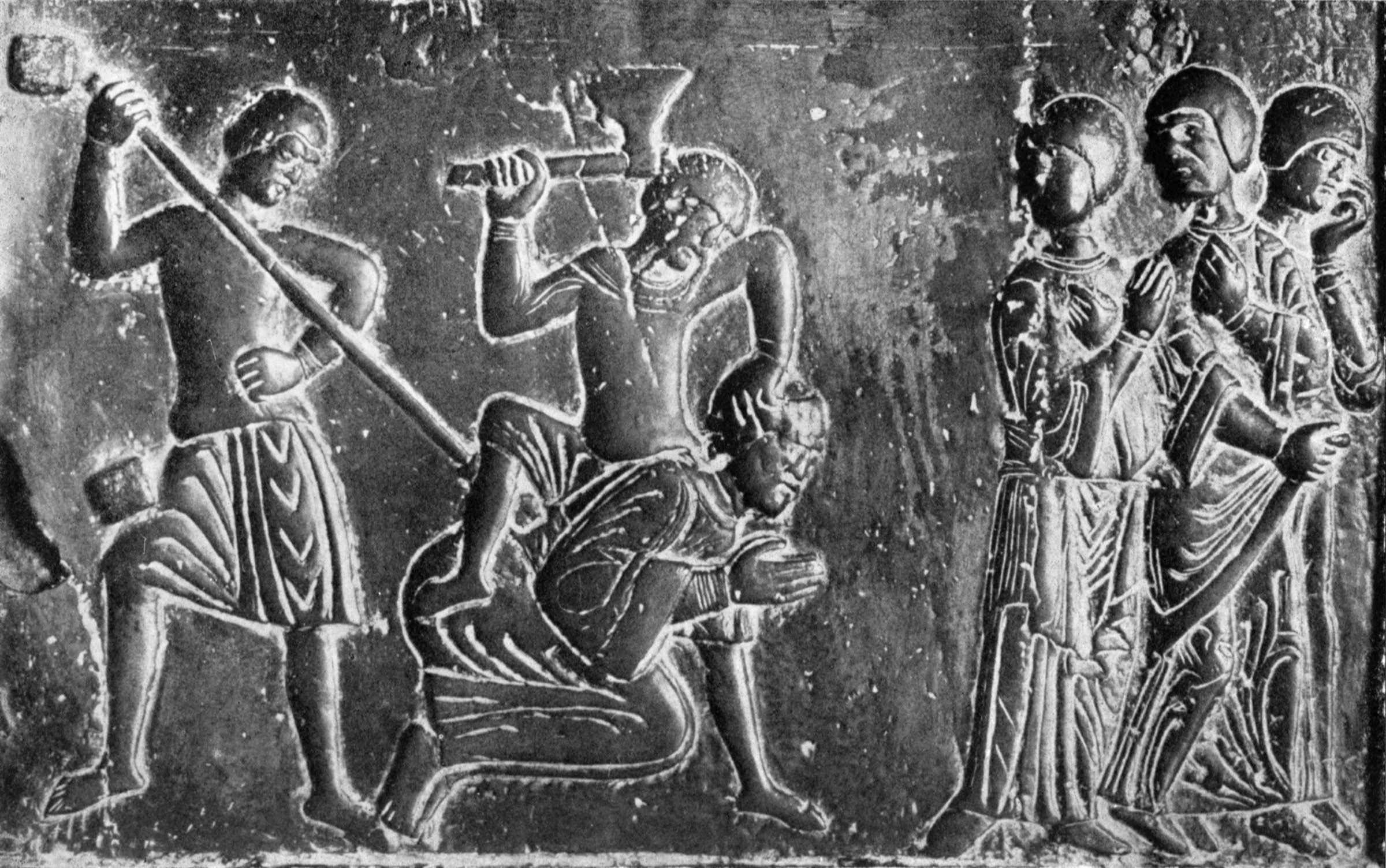
Śmierć św. Wojciecha (fragment Drzwi Gnieźnieńskich)

Tempore illo (z łac. – Onego czasu) – polski średniowieczny łaciński utwór hagiograficzny przedstawiający życie św. Wojciecha.
Utwór jest najstarszym zachowanym żywotem św. Wojciecha, który powstał na terenie Polski. Obecnie używany tytuł dzieła został utworzony od jego pierwszych słów. Żywot znany jest z jedynego zapisu, będącego kopią wcześniejszego oryginału, który mógł powstać ok. połowy XII w. (być może w tym samym czasie, co Drzwi Gnieźnieńskie, czyli w latach 1170–1180). Domniemanym autorem mógł być zakonnik kanoników regularnych z klasztoru w Trzemesznie.
Dzieło, podobnie jak inne żywoty św. Wojciecha, ma kompozycję trzyczęściową. Początkowy fragment przedstawia biografię świętego do czasu przybycia do Polski, opartą na faktach zaczerpniętych z Żywota pierwszego i Żywota drugiego. Pominięte są jednak zdarzenia przedstawiające Wojciecha w gorszym świetle. Środkowa część utworu zawiera opis działalności przyszłego świętego w Polsce oraz jego męczeńskiej śmierci podczas misji wśród Prusów. Ostatnia część prezentuje cuda mające miejsce po śmierci Wojciecha. Dodaje też nowe wątki związane z cudownymi losami szczątków męczennika.
Żywot Tempore illo, podobnie jak Pasja św. Wojciecha męczennika, jest przykładem odchodzenia od ujęcia historycznego w stronę idealizacji bohatera. Dlatego też pomijane są mniej chlubne fakty z życia świętego, znane z wcześniejszych przekazów. Św. Wojciech kreowany jest jako wzór moralnej doskonałości. Rozbudowane są też wątki opisujące cuda i nadprzyrodzone zjawiska.
Opis cudów, zawarty w ostatniej części Tempore illo, stał się podstawą dzieła Miracula S. Adalberti z drugiej połowy XIII wieku, opisującego cuda św. Wojciecha.